# Katarzyna Brunszwicka

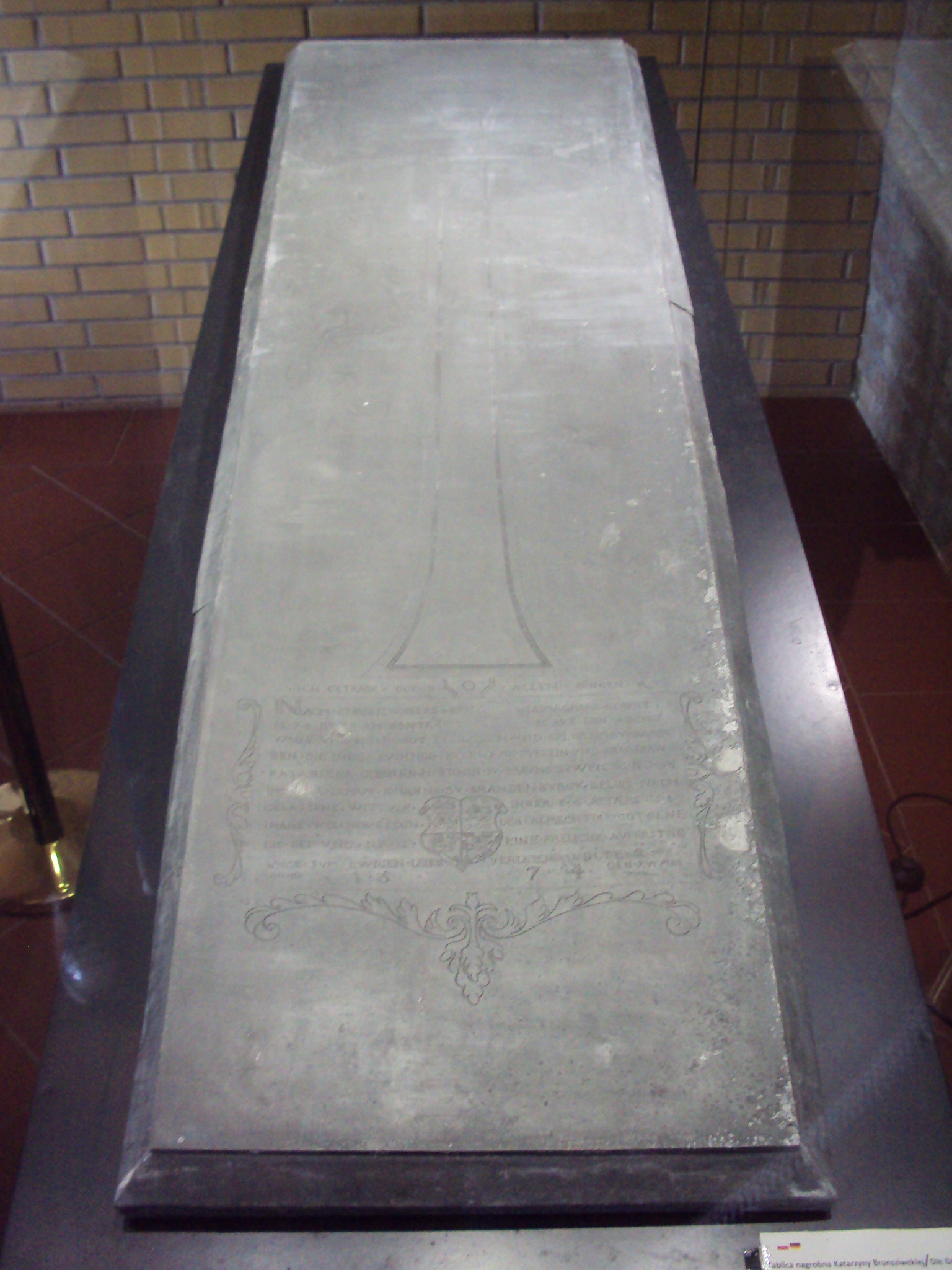
Płyta nagrobna Katarzyny Brunszwickiej z krypty Kościoła Mariackiego, kopia XVI-wiecznego oryginału z 1882 roku, zbiory Muzeum Twierdzy Kostrzyn.

Katarzyna Brunszwicka (niem. Katharina von Braunschweig-Wolfenbüttel; ur. 1518, zm. 16 maja 1574) – małżonka Jana z Kostrzyna, córka Henryka II, księcia Brunszwiku. 
Na ziemiach otrzymanych od swojego męża, założyła w 1562 miasto Dębno i przeniosła tam urzędy z Chwarszczan. Po śmierci męża w 1571 otrzymała Krosno i zamek, któremu nadała wygląd renesansowy. Część zarobionych pieniędzy przekazała biednym, założyła apteki w Kostrzynie i Ośnie oraz gimnazjum w Krośnie. Została pochowana w kościele Najświętszej Marii Panny w Kostrzynie u boku męża.
Odnaleziona w roku 1999 w krypcie kościelnej i odrestaurowana płyta nagrobna (replika z 1882 r. zaginionej płyty z 1574 r.) nosi napis (w tłumaczeniu na język polski):

Zawierzyłam Bogu we wszystkich moich sprawach

1574 lata po narodzinach Chrystusa, naszego Pana i Zbawcy,

w piątą niedzielę po Wielkiej Nocy (vocem iucunditatis)

o godzinie piątej na wieczór zmarła w Bogu,

po chrześcijańsku w stanie łaski uświęcającej w wieku 58 lat,

Najjaśniejsza Pani wysoko urodzona Księżna Katarzyna,

Księżna Brunszwiku i Lüneburga,

świętej pamięci wdowa po Książęcej Łaskawości

Margrabim Janie Brandenburskim.

Niech wszechmogący Bóg będzie łaskaw dla jej duszy

i niech obdarzy jej Książęcą Łaskawość

radosnym zmartwychwstaniem do życia wiecznego.

Roku Pańskiego 1574, dnia 16 maja

(tłum. Ryszard Skałba)